# Vrtnica
Vŕtnica (Rosa), starinsko tudi gártroža, je rod grmičastih rastlin iz družine rožnic z več kot 100 vrstami, ki se naravno pojavljajo na severni polobli, večinoma v zmernem pasu Evrazije in manj v Severni Ameriki. 
Večinoma so svetloljubni listopadni grmi, ki se lahko upogibajo, so paličasti ali plazeči, nekateri pa rastejo tudi kot nagnjene lijane. V naravi običajno rastejo na svetlih in bolj suhih mestih v grmiščih, na gozdnih robovih, mejicah in jasah, manjše število pa jih išče vlago. Z izjemo ene vrste imajo pernate liste z večinoma trajnimi prilisti, ki rastejo na bodičastih vejah. Cvetovi so dvospolni, običajno petlistni, pri avtohtonih botaničnih vrstah dišeči, od bele in svetlo rožnate do vijolične barve, nekaj vrst je rumenih. Plod je birni plod rožk, zaprtih v šipek, ki je običajno rdeč, redko tudi oranžen ali črn. Odvisno od različnih pristopov posameznih botanikov je bilo opisanih od 100 do 300 posameznih vrst. Zaradi velike morfološke raznolikosti in pogostih težav pri določanju rod Rosa pogosto uvrščajo med t. i. kritične taksone. Rod Rosa in njegovih dvanajst takrat znanih vrst je leta 1753 v svojem delu Species plantarum veljavno opisal Carl Linné. Najzgodnejši fosilni dokazi o obstoju vrtnic segajo v zgodnji terciar.
Vrtnice pogosto gojimo kot okrasne rastline v neštetih kultivarjih, ki jih lahko razdelimo v dve osnovni skupini: tako imenovane zgodovinske vrtnice, ki so večinoma nastale s križanjem galskih vrtnic in se gojijo že od srednjega veka, ter sodobne hibridne vrtnice. Vrt, namenjen gojenju vrtnic, se imenuje rozarij; največji na svetu je Europa-Rosarium v Sangerhausnu v Nemčiji. Vrtnice se pogosto uporabljajo kot rezano cvetje. Gojijo jih tudi kot zdravilne rastline in surovine za proizvodnjo rožnega olja, čajev, sirupov, marmelad in zdravil. Študij in gojenje vrtnic je disciplina, ki se imenuje rodologija. Kot zelo stara kulturna rastlina, ki spremlja ljudi že od starega veka, je globoko zakoreninjena v kulturni zgodovini, literaturi, mitologiji in simboliki. V krščanstvu je eden od simbolov Device Marije in atribut številnih svetnikov. V t. i. govorici rož pa je simbol ljubezni. Pojavlja se tudi v heraldiki.

## Etimologija
Beseda vrtnica je v slovenskem jeziku nastala z univerbizacijo izraza vrtna roža, kar je dobesedni prevod nemške besede Gartenrose. Nemška zloženka je sestavljena iz besed Garten (vrt) in Rose (vrtnica). Prvi člen nemške zloženke služi za razlikovanje od nemškega izraza Wildrose (šipek), kar dobesedno pomeni divja vrtnica, divja roža; drugi člen pa je prevzet iz latinskega izraza za vrtnico rosa. Latinski izraz rosa je povezan s starogrško besedo rhodon (ῥόδον), ki verjetno izhaja iz Jugozahodne Azije (trako-frigijski izvor). Beseda je povezana s staroperzijskim korenom *wrda-, ki izhaja iz armenske besede vard, kar pomeni vrtnica; iz istega korena je izpeljana aramejska beseda warda.
Starinska slovenska beseda gartroža je neposredno prevzeta iz nemške besede Gartenrose.

## Značilnosti

### Rast
Vrtnice so listopadne, redko zimzelene, razmeroma dolgožive lesnate rastline. Imajo več osnovnih oblik rasti. Prvič, lahko so nizki do srednje visoki grmi v obliki palic, ki v habitatu pogosto tvorijo velike polikorme ali sestoje, ki rastejo iz enega samega osebka. Druge vrste so napol plezajoče do plazeče ali pa se naslanjajo na okoliške lesnate rastline in tako dobijo značaj lijan; vendar vrtnice nimajo posebnih pripomočkov, kot so vitice ali ovijalna stebla, ki se uporabljajo za vzpenjanje, temveč za pritrjevanje uporabljajo bodice, podobne kaveljčkom. Tretja in verjetno evolucijsko najbolj izpeljana oblika so gejzirsko oblikovani grmi z lokastimi vejami. V tej obliki običajno dosežejo višino od 2 do 5 metrov, kot lijane z oporo pa celo od 10 do 15 metrov. Vendar nekatere nizke grmovne vrste (kot je galska roža) ne dosežejo niti enega metra višine. Botanične vrste vrtnic običajno v prvem letu vzgojijo sterilne poganjke, na katerih cvetijo v drugem letu; gojene vrste pa cvetijo na novih poganjkih.
Bogato razvejan koreninski sistem z izrazito glavno korenino je pri nekaterih vrstah vrtnic dopolnjen s plitvo ukoreninjenimi, včasih zelo dolgimi podzemnimi izrastki, s katerimi se razmnožujejo vegetativno (npr. galske rože, Rosa pimpinellifolia, Rosa arkansana ali Rosa carolina in njihovi kultivarji).

### Veje in listi
Razen redkih izjem so veje in poganjki vrtnic trnati. Pogosto uporabljen izraz trn ni morfološko pravilen, ker gre v resnici za bodice. Bodice je mogoče enostavno odlomiti, njihova oblika, velikost in gostota na vejah pa se razlikujejo glede na vrsto. Lahko so skoraj vsi enaki ali pa se po obliki močno razlikujejo; najdemo lahko bodice, ki so močno kljukaste ali drobno igličaste do ščetinaste. Skoraj brez trnov so Rosa pendulina, Rosa carolina, Rosa banksiae in nekateri kultivarji vzpenjavk.
Rožni listi so sestavljeni, liholistni (končajo se z enim liholistnim lističem). Običajno so pet-, sedem- ali devetlistni; na steblu rastejo izmenično. Listi imajo običajno nazobčane robove, včasih so na spodnji strani dlakavi. Na spodnji strani se nahajajo žleze, ki izločajo eterično olje z vonjem po jabolku ali terpentinu. Na površini so mat ali sijajni (zlasti pri kultivarjih). Pri veliki večini vrst so prilisti praviloma pritrjeni na pecelj ter so različnih oblik in velikosti. Pri vrtnicah zmernega podnebja listje pozimi odpade. Jesenska barva je navadno nevpadljiva rumeno-rjava, le nekatere vrste se obarvajo bolj izrazito rumeno (Rosa multiflora, Rosa rugosa) ali rdeče (Rosa pimpinellifolia).

### Cvetovi in plodovi
Cvetovi vrtnic so dvospolni. Rastejo posamično ali v bolj ali manj revnih (le pri nekaterih vrstah zelo bogatih) češuljastih socvetjih. Prašniki so navadno številni, pestičasta lističa sta pri vrstah iz oddelka Synstylae običajno združena v trden, štrleč stolpec, pri drugih pa tvorita nekakšno glavo na disku hipantija. Spodaj je plodnica, ki tvori venec, ki vsebuje 15-40 prostih (nerazraslih) plodnih listov, vsak s svojim vratom in brazdo. Cvetove oprašujejo žuželke (entomofilija), katerim zagotavljajo veliko cvetnega prahu in morda pri nekaterih vrstah tudi majhno količino nektarja.
Velikost cvetov je od 2 do 10 cm, pri vrtnicah z velikimi cvetovi pa tudi več. Venčnih in čašnih listov je po pet (le ena vrsta, vrtnica Rosa sericea, ima po štiri), so jajčaste oblike, pogosto plitvo razcepljeni; čašni listi so celi ali pa deljeni in z dodatki, kar je prav tako pomemben dejavnik. Pri divjih vrstah so cvetni listi preprosti, pri kultivarjih pa so pomnoženi in dajejo polpolne do zelo polne cvetove v številnih različnih oblikah.
Barva cvetov divjih vrtnic je najpogosteje rožnata v različnih odtenkih, čisto bela ali vijoličasto rdeča; le nekaj vrst, ki so zastopane izključno v oddelkih Pimpinellifoliae in Banksianae, je rumenih. Ta barvna paleta je tudi osnova za barve gojenih hibridov. Ker vrtnice nimajo naravne genetske zasnove za proizvodnjo modrega pigmenta, so bila prizadevanja za vzgojo modrih vrtnic minula stoletja brezplodna. Šele leta 2004 je skupini avstralskih in japonskih znanstvenikov uspelo z modifikacijo genov dodati modro barvilo delfinidin, izolirano iz mačeh. Vendar tudi v tem primeru rezultat ni čisto modra barva, temveč lila-vijolična, zato je vprašljivo, ali lahko govorimo o resničnem uspehu. Podobno z genetskimi metodami še niso uspeli vzgojiti popolnoma črne vrtnice. Vrtnice omenjenih dveh barv sicer včasih prodajajo v cvetličarnah, a so te le umetno obarvane z naravnimi barvili. Žlahtnitelji se kljub temu nenehno trudijo ustvariti kultivarje, ki bi imeli barvo cvetov čim bolj podobno tema dvema barvama (npr. 'Black Bacarra' ali 'Blue Moon').
Tipični »plod« vrtnic - šipek - pravzaprav ni pravi plod; morfološko gre za posebno vrsto birnih plodov iz majhnih, dlakavih ahen, zaprtih v odebeljenem hipantiju, ki nastane z združitvijo cvetišča in spodnjih delov perianta. Po obliki so lahko puščičasti, jajčasti, stekleničasti, hruškasti ali sploščeni, z aromatičnimi žlezami ali brez njih; pri nekaterih vrstah imajo na koncu nerazvite čašne lističe. Dve ameriški vrsti podrodu Hesperhodos označujejo odprti šipki. Običajna velikost je od približno 5 do 60 mm. V njihovi obarvanosti izrazito prevladuje rdeča barva v različnih odtenkih; zelena, črna, rjava, oranžna ali rumena so redke. Uživajo jih različne živali, ki tako pomagajo pri njihovem razširjanju (endozoohorija). Semena večine vrst vrtnic se prekrivajo, zato jih je treba pred setvijo stratificirati.

## Celična biologija
Osnovno število kromosomov vrtnic je x=7; poleg diploidnih osebkov je pogosta tudi poliploidija (tetra-, penta- ali oktoploidija). V Srednji Evropi so diploidne vrste redke: od 33 vrst so štiri diploidne, pet tetraploidnih, osem pentaploidnih, enajst ima več kot eno stopnjo ploidnosti, pri treh vrstah pa stopnja ploidnosti ni znana. Edina oktoploidna vrsta v Evropi je Rosa acicularis, ki je lahko tudi di-, tetra- in heksaploidna. Oktoploidne oblike so omejene na skrajni sever (Jakutija). Triploidi so le hibridi. Odstopanja od običajnega števila kromosomov (anevploidija) so pri divjih oblikah redka, pri gojenih rastlinah pa jih redno opažamo. 
Pri vrstah iz sekcije Caninae obstaja poseben tip nepravilne mejoze, pri kateri se število kromosomov med nastankom jajčeca ne prepolovi, temveč zmanjša za 7; tako na primer pri pentaploidiji (2n=35) jajčece za razmnoževanje prinese 28 kromosomov, pelodno zrno pa preostalih 7. Nekatere vrste iz te sekcije se razmnožujejo tudi apomiktično.

## Razširjenost in ekologija
Vrtnice so rod s holarktično razširjenostjo, zato prvotno rastejo skoraj po vsej severni polobli. Tako v borealnem kot tudi v zmernem in subtropskem pasu. Le nekaj vrst sega v trope, večinoma v gorah Mehike, jugovzhodne Indije ali Filipinov, pa tudi v Etiopiji in na Arabskem polotoku. Po drugi strani pa v Skandinaviji, na Islandiji, v Kanadi ali Sibiriji vrtnice prečkajo arktični krog. Velika večina vrtnic raste v Starem svetu, v Severni Ameriki pa je avtohtonih le približno 20 vrst. Razvojno središče rodu so gorovja osrednje, vzhodne in jugovzhodne Azije; samo na Kitajskem je 95 vrst, od katerih je 65 endemičnih.
V naravi vrtnice večinoma naseljujejo svetla območja, kot so grmišča in gozdni robovi, peščene in obalne sipine, ozare in travnate planjave, ter pogosto rastejo v antropogenih habitatih; manj vrst naseljuje vlažnejše humozne gozdove. Rosa palustris raste v Severni Ameriki na robovih močvirij in šotišč, Rosa persica pa v slanih polpuščavah Srednje Azije. Številne vrste spadajo med lesnate rastline, s katerimi se začenjajo zaraščati opuščeni pašniki, neurejeni travniki in druge neobdelane kmetijske površine. Praviloma potrebujejo dobro osončena rastišča, le nekaj vrst (poljski šipek (Rosa agrestis), Rosa hugonis, cimetova vrtnica (Rosa majalis), japonski šipek (Rosa rugosa)) uspeva v polsenci. Glede tal niso zelo zahtevne, vendar imajo raje zračna, rahlo kisla do rahlo alkalna tla, bogata z dušikom. Nekatere vrste prenesejo daljšo sušo, le nekatere ameriške vrste rastejo v razmočenih tleh. Vse vrtnice so bolj ali manj kalcifilne rastline. Z vidika ekološkega obnašanja so na splošno C-strategi (konkurenti).
Kljub velikim, pisanim in dišečim cvetovom so vrtnice le v omejenem obsegu entomofilne: nektar se proizvaja le v posameznih primerih. Cvetove vrtnic obiskujejo predvsem tiste žuželke, ki nabirajo cvetni prah. Mednje spadajo predstavniki različnih skupin žuželk:
- hrošči iz družin mehkokrilcev (Cantharidae), sijajnikov (Nitidulidae), trnarjev (Mordellidae), kožojedov (Dermestidae), lepencev (Chrysomelidae), kozličkov (Cerambycidae), krasnikov (Buprestidae) in poddružine Cetoniinae;
- dvokrilci iz družin pravih muh (Muscidae) in trepetavk (Syrphidae);
- kožekrilci iz družin pravih čebel (Apidae) in peščinskih čebel (Andrenidae);
- strigalice (Dermaptera);
- tripsi (Thripidae).

Muhe in trepetavke veljajo za najpomembnejše opraševalke. Prilagoditve na samoopraševanje (avtogamija) so oblikovanje širokega stilarnega kanala in velikih, volnatih stilarnih glavic. V rodu se pojavlja tudi apomiksa.

### Razširjanje
Šipke jedo številne živali. Semena prehajajo skozi prebavni trakt nepoškodovana (endozoohorija). Pomembni razširjevalci so zlasti ptice, pa tudi miši in lisice. Majhni sesalci in ptice lahko prenašajo tudi cele šipke, zaradi česar lahko nastanejo cele skupine grmov. Šipek, ki je prezimil na grmu, lahko spomladi razširijo recimo tudi poplave.

## Ekološke povezave, škodljivci in bolezni
Z vrtnicami se prehranjujejo nekatere žuželke, na primer zvijači (Attelabidae) ali gosenice somračnikov Paonias excaecata. Botanične in kulturne vrste vrtnic napadajo tudi različne bolezni in škodljivci. Med žuželkami so to predvsem listne uši (npr. rožna uš (Macrosiphum rosae)), ki se prisesajo na mlade poganjke in povzročajo njihovo deformacijo, pa tudi kaparji, listarice, listni zavijači, hrošči iz poddružine Rutelinae in pršice prelke, škodo pa lahko povzročata tudi zlata minica ali rožna listorezka (Megachile centuncularis). Na mladih poganjkih, pa tudi na listih ali cvetovih divjih vrtnic najdemo dolge dlakave šiške kožekrilnih žuželk šipkaric (Diplolepis rosae).
Gosenice metuljev, ki lahko povzročijo škodo, so evropski čudak (Orgyia antiqua), Croesia bergmanniana, Acleris roborana in pritlikavi listni zavrtači iz rodu Nepticula. Približno 10 vrst metuljev živi izključno na vrtnicah, med njimi pedic Cidaria fulvata in peresničar Cnaemidophorus rhododactyla. 
Pri vrtnicah poznamo veliko različnih bolezni. Pogoste so virusne bolezni in rak, ki ga povzroča Agrobacterium tumefaciens. Med glivične bolezni spadajo pepelaste plesni (Podosphaera pannosa - šipkova pepelovka), rje (v evropskih razmerah na primer šipkova rja (Phragmidium mucronatum), ki na poganjkih, listih in plodovih povzroča lepljive oranžne obloge), plesni (na primer siva plesen (Botrytis cinerea)) ali različne bolezni antraknoze. Resna in razširjena bolezen je črna listna pegavost vrtnic, ki jo povzroča gliva Diplocarpon rosae. Pri poškodbah povzroča rakavo rast kot pri sadnem drevju gliva Nectria galligena. Glivi Leptosphaeria coniothyrium in Cryptosporella umbrina pa povzročata pri vrtnicah ožig. Zelo redko na vrtnicah srečamo tudi belo omelo.
Botanične vrste vrtnic so praviloma dobro odporne na bolezni, medtem ko so novejše vrtnice pogosto manj odporne. Načeloma velja, da hladnejše kot je podnebje in bolj kot je vlažno, manjši je izbor odpornih sort.

## Taksonomija in razvoj
Že Teofrast iz Eresa je razlikoval med vrtnicami s polnimi cvetovi (rhódon) in divjimi vrtnicami (kynosbatos). Plinij starejši pa je v svojem delu Naturalis historia opisal dvajset vrst rožnih grmov. Obstaja veliko poročil o vrtnicah iz starega Rima in Egipta, večinoma o njihovi uporabi in gojenju na vrtovih. V Evropi so v srednjem veku vrtnice sprva gojili le na samostanskih vrtovih kot zdravilne rastline; pri tem je šlo za apotekarsko vrtnico (Rosa gallica 'Officinalis'). Tudi Hildegarda iz Bingna jo pozna kot zdravilno rastlino. Od 11. stoletja dalje so se po evropskih vrtovih razširile tudi druge sorte, predvsem vrste Rosa gallica. Ilustracij v zgodnjih novoveških knjigah o zeliščih večinoma ni mogoče pripisati določenim vrstam. Pogoste vrste vrtnic, znane v Evropi, so bile njivski šipek (Rosa arvensis), pasji šipek (Rosa canina), stolistna vrtnica (Rosa centifolia) in galska roža (Rosa gallica). Orientalske vrtnice so v Zahodno in Severno Evropo prinesli predvsem Arabci, Osmani in križarji. Šele v času renesanse in po reformaciji so v Evropi vse bolj gojili nove kulturne sorte vrtnic, ki so predstavljale temelj evropske hortikulture. Začetek proizvodnje rožnega olja v Bolgariji v velikem obsegu sega v čas okrog leta 1700. V obdobju baroka in rokokoja se je vrtnica v Evropi uveljavila kot kraljica cvetja ter prodrla tudi v mestne in kmečke vrtove. 
Rod Rosa in njegovih dvanajst takrat znanih vrst je opisal Carl Linné v svojem delu Species plantarum iz leta 1753. Vendar so njegove diagnoze vrst tako kratke, da ni jasno, ali se dejansko nanašajo na vrste, ki so danes označene s temi imeni. Vrste je razlikoval predvsem po obliki šipka. Od konca 18. in zlasti v 19. stoletju je bilo opisanih izjemno število vrst vrtnic, večinoma na podlagi manjših morfoloških razlik. François Crépin (1869) je opisal 283 evropskih vrst, Déséglise (1876) že 417, Michel Gandoger pa že več kot 4000.    
Rod spada v poddružino Rosoideae znotraj družine rožnic. Njihova filogenetska struktura je v 90. letih dvajsetega stoletja in v 21. stoletju doživela številne korenite spremembe. V molekularni študiji, ki so jo leta 2017 opravili kitajski znanstveniki, so vrtnice znotraj poddružine uvrstili v ločeno pleme Roseae, katerega sestrska veja je bila večkrat potrjena kot pleme Potentilleae (vključuje rodove, kot so petoprstnik, Dasiphora, Alchemilla in jagodnjak); od tega para vej se eno stopnjo višje odcepi klad Agrimonieae. Rod je tradicionalno razdeljen na 4 podrodove, od katerih so trije na splošno monotipični; velika večina vrst se uvršča v poddrod Rosa (tudi Eurosa). Ta največji podrod se nadalje deli na sekcije. Molekularne filogenetske študije v 21. stoletju so postavile pod vprašaj monofiletsko naravo večine sekcij, razen sekcije Caninae. Notranja struktura rodu tako še ni povsem razjasnjena.
Najstarejši fosilni zapisi, ki jih lahko pripišemo rodu Rosa, so iz zgodnjega terciarja, natančneje iz paleocena in eocena, v evropskem prostoru pa iz srednjega oligocena do pliocena. Pomembne evropske fosilne vrste so Rosa lignitum, Rosa bohemica in Rosa bergaensis. Velik delež recentnih vrst je verjetno holocenskega izvora; dovzetnost za hibridizacijo kaže na to, da speciacija znotraj rodu še ni končana. 
Kot svetloboljubne rastline so bile vrtnice v Srednji Evropi, na gosto prekriti z gozdovi, sprva omejene na skalnata pobočja, prodišča, pečine, obalne sipine in obalne grebene. Pozneje so rasle tudi v naseljih in na gozdnih pašnikih. Človek je tako z obsežnim izsekavanjem gozdov posredno spodbujal rast vrtnic. V zadnjih desetletjih se je ta pozitivni razvoj spremenil zaradi intenziviranja kmetijstva, pozidave tal in opuščanja ekstenzivne rabe zemljišč. Številne vrste vrtnic so zdaj ogrožene ali jim grozi izumrtje. Podivjane in v naravi načrtno razširjane gojene vrtnice grozijo, da bodo trajno spremenile naravno evropsko vrtnično floro. Edini primer trajne naturalizacije do zdaj je japonski šipek (Rosa rugosa). Več srednjeevropskih divjih vrtnic je bilo naturaliziranih na drugih koncih sveta; med njimi je najbolj razširjena Rosa rubiginosa, ki se zdaj pojavlja v Avstraliji, Novi Zelandiji, Severni in Južni Ameriki ter Južni Afriki. 
Zaradi precejšnje morfološke variabilnosti in lahke hibridizacije spada rod med tako imenovane kritične taksone. Določanje nekaterih vrst vrtnic je težavno in zahteva primerjavo celotnega sklopa znakov, tj. ne le cvetov, listov, bodic in šipkov, temveč tudi čašnih listov po cvetenju ali neplodnih poganjkov. Ta nejasnost je v preteklosti povzročala precejšnje težave pri opisovanju posameznih vrst in njihovi sistematični ureditvi: pogosto so nekatere vrste uvrščali v nižjo taksonomsko enoto, tj. med podvrste, ali pa so medvrstne križance in posamezne variante obravnavali kot ločene vrste; število opisanih taksonov je nenehno dosegalo 10.000. Tudi v okviru sedanje sistematike obstajajo težnje, da bi takson drobili na več mikrovrst ali, nasprotno, upoštevali na primer celotno sekcijo Caninae kot eno samo široko razumljeno vrsto. Oba pristopa pa bi prinesla številne neprijetne posledice za fitocenološke raziskave in praktično floristiko, zato nista splošno sprejeta.
Nomenklaturni tip rodu je cimetova vrtnica (Rosa majalis, sin. Rosa cinnamomea).

### Klasifikacija botaničnega rodu
Naslednji seznam ni izčrpen, navedene so le izbrane vrste.
- Rosa persica.Podrod Hulthemia, ena vrsta; zaradi opaznih morfoloških razlik (npr. preprosti listi) je bil prej pojmovan kot ločen rod.
  - Rosa persica (Hulthemia persica) - Srednja Azija.
- Podrod Platyrhodon, ena vrsta.
  - Rosa roxburghii - Japonska, Kitajska.
- Podrod Hesperhodos, dve vrsti; suha in topla območja Kalifornije in Mehike; tvori nenavadne odprte šipke.
  - Rosa minutifolia.Rosa minutifolia;
  - Rosa stellata.
- Podrod Rosa (Eurosa), približno 200 vrst.
  - Sekcija Banksianae, 2 vrsti; Kitajskaː
    - Rosa banksiae var. normalis.Rosa banksiae - Banksova vrtnica.

  - Sekcija Bracteatae, 2 vrsti; Vzhodna Azija; ima značilne ovršne listeː
    - Rosa bracteata.

  - Sekcija Caninae, približno 60 vrst; Evrazija in Severna Afrika; grmi v obliki gejzirja ali opirajoče se lijane, bodice različnih tipov, zunanji čašni lističi pernati, obstojni ali odpadljivi; tetra-, penta-, heksa- ali heptaploidi z nepravilno mejozoː
    - Rosa agrestis - poljski šipek, Evropa, zahodna Azija;
    - Rosa canina - navadni šipek (pasji šipek), Evropa, severna Afrika, zahodna Azija;
    - Rosa coriifolia (Rosa caesia) - usnjatolistni šipek, Evropa;
    - Rosa dumalis - sinjezeleni šipek, Evropa;
    - Rosa dumetorum (R. corymbifera) - hostni šipek, Evropa, Mala Azija;
    - Rosa glaucaRosa glauca (R. rubrifolia) - rdečelistni šipek, južna in srednja Evropa;
    - Rosa glutinosa - južna Evropa in Sredozemlje;
    - Rosa inodora - srednja in zahodna Evropa;
    - Rosa marginata (R. jundzillii) - jundzilijev šipek, južna, zahodna in severna Evropa, zahodna Azija;
    - Rosa micrantha - drobnocvetni šipek, Evropa, zahodna Azija;
    - Rosa rubiginosa (R. eglanteria) - rjastordeči šipek, Evropa, zahodna Azija;
    - Rosa serafinii - serafinijev šipek, južna Evropa;
    - Rosa sherardii - žametni šipek, zahodna in južna Evropa;
    - Rosa sicula - južna Evropa in Sredozemlje;
    - Rosa tomentosa - puhasti šipek, srednja, zahodna in južna Evropa;
    - Rosa villosa (R. pomifera) - dlakavi šipek (jabolčni šipek), severna in srednja Evropa.

  - Sekcija Carolinae, 6 vrst; Severna Amerika; na podlagi molekularnih raziskav jo nekateri avtorji prenašajo v sekcijo Cinnamomeaeː
    - Rosa carolina - karolinski šipek;
    - Rosa nitida.Rosa nitida - sijajnolistni šipek;
    - Rosa palustris;
    - Rosa virginiina - viržinski šipek.

  - Sekcija Cinnamomeae, 85 vrst (najbogatejša sekcija), ki se pojavljajo po vsej severni polobli; paličaste grmovnice z ravnimi (redko ukrivljenimi) bodicami in obstojnimi čašnimi listi; di-, tetra- in oktoploidiː
    - Rosa acicularis - severna Azija, Severna Amerika, severna Evropa;
    - Rosa arkansana - divja prerijska vrtnica, Severna Amerika;
    - Rosa beggeriana - Perzija, Altaj;
    - Rosa cinnamomea (Rosa majalis) - cimetova vrtnica (majski šipek), severna in srednja Evropa, Sibirija;
    - Rosa blanda - jesenova vrtnica, Severna Amerika;
    - Rosa holodonta - zahodna Kitajska;
    - Rosa moyesii - mandarinska vrtnica, osrednja in zahodna Kitajska;
    - Rosa multibracteata - zahodna Kitajska;
    - Rosa nutkana - nutkanska vrtnica, Severna Amerika;
    - Rosa oxyodon - Kavkaz;
    - Rosa pendulina (Rosa alpina) - kimastoplodni šipek (gorska roža), severna in srednja Evropa;
    - Rosa pisocarpa - Severna Amerika;
    - Rosa rugosa - japonski šipek, Vzhodna Azija;
    - Rosa setipoda (Rosa hemsleyana) - osrednja Kitajska;
    - Rosa sweginzowii - sweginzov šipek, severna Kitajska;
    - Rosa webbiana - jugozahodna in srednja Azija;
    - Rosa willmottiae.Rosa willmottiae - willmottin šipek, zahodna Kitajska;
    - Rosa woodsii - Severna Amerika.

  - Sekcija Gallicanae (Rosa), ena vrsta; iz nje so bili vzgojeni številni pomembni kulturni hibridi (glej spodaj)ː
    - Rosa gallicaRosa gallica - francoski šipek (galski šipek, galska roža), južna in srednja Evropa, zahodna Azija.

  - Sekcija Indiceae, 2-3 vrste iz jugovzhodne Azije, pomembne za gojenje kulturnih vrst; na osnovi molekularnih raziskav, objavljenih leta 2005, združena v sekcijo Synstylaeː
    - Rosa gigantea - severovzhodna Indija, Mjanmar, jugozahodna Kitajska; nekateri jo imajo zgolj za varieteto dišečega šipka - orjaški dišeči šipek (Rosa odorata var. gigantea);
    - Rosa chinensis (Rosa indica) - bengalski šipek, Kitajska;
    - Rosa xodorata - dišeči šipek, jugozahodna Kitajska.

  - Sekcija Laevigatae, ena vrsta; gladki, sijoči listiː
    - Rosa laevigata - južna Kitajska, Tajvan.

  - Sekcija Pimpinellifoliae, 15 vrst, razširjenih po Evraziji; paličasti grmi, ki tvorijo polikorme; šipki običajno z obstojnimi čašnimi listi; di- in tetraploidiː
    - Rosa ecae - srednja Azija;
    - Rosa foetida.Rosa foetida (R. lutea) - rumeni šipek, Mala Azija;
    - Rosa hugonisRosa hugonis - zlata kitajska roža, osrednja Kitajska;
    - Rosa spinosissima.Rosa pimpinellifolia (R. spinosissima) - bodičasti šipek; zahodna, srednja in južna Evropa, zahodna Azija;
    - Rosa sericea - svilnata roža, zahodna Kitajska in Himalaja;
    - Rosa xanthina - severna Kitajska, Koreja.

  - Sekcija Synstylae, 30 vrst po vsej severni polobli; delno ležeče ali nagnjene lijane, redko gejziru podobni rastoči grmi, s kavljastimi bodicami; pestičasta lističa sta združena v podolgovati stolpec, ki se drži šipka, čašni listi so listopadni; diploidiː
    - Rosa arvensis - njivski šipek (njivni šipek), južna in zahodna Evropa;
    - Rosa helenae - osrednja Kitajska;
    - Rosa moschata - Kitajska;
    - Rosa multiflora - mnogocvetni šipek, Japonska, Koreja;
    - Rosa sempervirens - vednozeleni šipek, južna Evropa, severna Afrika;
    - Rosa setigera - Severna Amerika;
    - Rosa wichuraiana - wichurov šipek, Vzhodna Azija.

## Gojene sorte vrtnic
Vrtnice so v bližini človeških bivališč gojili že v starem veku. Dokazi o njihovi prisotnosti v človeških naselbinah segajo v obdobje 4000-6000 let pr.n.št. iz Mezopotamije, pozneje pa tudi iz Perzije, Egipta, Indije in Kitajske. Sprva je šlo verjetno za zanimive osebke, ki so jih prinesli iz narave in jih nato vegetativno razmnožili, da bi ohranili zanimive lastnosti. Med vrtnicami, ki so jih gojili in vzgajali, so bile predvsem Rosa moschata, Rosa phoenicea, galska roža (Rosa gallica) in nekatere vrtnice iz sekcije Caninae (navadni šipek itd.), na Kitajskem pa vrtnice iz sekcije Indicae. Iz njihovega (verjetno sprva nenamernega) križanja so nastale najstarejše kulturne sorte vrtnic. 
Vrtnice so v antično Grčijo verjetno prišle po zaslugi Aleksandra Velikega (ime otoka Rodos izhaja iz starogrške besede rhodon, ki pomeni vrtnica). Stari Rimljani ter pozneje Arabci in Turki so bili med velikimi ljubitelji in gojitelji vrtnic.
Intenzivno in načrtno žlahtnjenje kultivarjev se je začelo približno na prelomu iz 18. v 19. stoletje; njihovo skupno število do danes ocenjujejo na 12.000-30.000 (včasih pa tudi do desetkrat več), kar je največ med lesnatimi rastlinami. Ni enotne klasifikacije, vendar jih običajno delimo glede na izvor, uporabo in čas nastanka v več skupin. Ob estetskih lastnostih so sodobni kultivarji pogosto že vzgojeni z odpornostjo na glivične bolezni.

### Zgodovinske vrtnice
Zgodovinske sorte so nastale pred žlahtnjenjem sodobnih hibridnih sort. V Evropi in na Bližnjem vzhodu so bili to sprva izključno hibridi galske rože in njihovi potomci. So enkrat letno cvetoči, trpežni, nezahtevni grmi z močno dišečimi cvetovi, ki so različnih barv, od čiste bele do rožnate, rdeče in vijolične. Šele kasnejša uvedba žlahtnjenih vrtnic kitajskega porekla konec 18. stoletja je prinesla tako talent za ponavljajoče se cvetenje kot tudi nove barvne odtenke, zlasti rumene in oranžne. Nekatere najpogostejše skupine zgodovinskih vrtnicː
- Rosa centifolia foliacea.Križanci in različice galske rože: apotekarska vrtnica (Rosa gallica 'Officinalis'), priljubljena v srednjeveških samostanskih vrtovih; bela roža (Rosa ×alba), damaščanka (Rosa ×damascena), stolistnica (Rosa ×centifolia) in številni njihovi kultivarji; presenetljiva različica je tako imenovana mahovka s čašnimi listi, prekritimi z žlezastimi izrastki, ki po videzu spominjajo na mah.
- Bengalke: kultivarji in hibridi kitajskih vrtnic Rosa chinensis, ki so jih v 18. stoletju prinesli v Evropo (1781 v botanični vrt v Leydnu) in požlahtnili s starimi evropskimi sortami. Vse sodobne vrtnice, ki ponavljavo cvetijo, so to lastnost podedovale od bengalk.[4]
- Čajevke: kultivarji dišečega šipka (Rosa ×odorata, križanec med kitajsko vrtnico in Rosa gigantea) z rumenkastimi cvetovi z vonjem po črnem čaju.
- Burbonka 'Louis Odier'.Burbonke: izvirajo iz Réuniona iz spontanega križanja kitajskih in damaščanskih vrtnic v cvetoči živi meji.
- Portlandke: stojijo na začetku žlahtnjenja starih evropskih sort s kitajskimi kultivarji v 19. stoletju.
- Noazete: prvi kultivarji s ponavljavim cvetenjem, vzgojeni na začetku 19. stoletja v Ameriki iz križancev kitajske vrtnice in Rosa moschata; po naravi so plezalke, v evropskih podnebnih razmerah pa občutljive. V 19. stoletju so bile zelo priljubljene.
- Skrižane ponavljavke: vzgojene v 19. stoletju za ponavljavo cvetenje iz številnih različnih prednikov.
- Lambertiane: hibridi Rosa moschata in mnogocvetnega šipka; odporne vrtnice s cvetovi v bogatih socvetjih z močno aromatičnim vonjem.
- Pernetke: hibridi rumenega šipka (Rosa foetida) s privlačnimi cvetovi, vendar brez vonja in dovzetni za bolezni, so na začetku 20. stoletja prišli iz mode zaradi nadaljnjega križanja s hibridnimi čajevkami, ki pa so jim v barvno paleto dodali manjkajočo rumeno barvo.
- Polianteː nizke, ponavljavo cvetoče mnogocvetne vrtnice, ki so jih vzgojili v 19. stoletju s križanjem kitajskega mnogocvetnega šipka in bengalke.[5]
- Rugozeː vrtnice s polnjenimi cvetovi in dobro odpornostjo na bolezni, ki so jih vzgojili iz japonskega šipka (Rosa rugosa).[6]

### Sodobne hibridne vrtnice
Tradicionalno se za prelomnico v vzgoji vrtnic šteje leto 1867, ko je bila predstavljena prva skrižana čajevka z imenom 'La France'. Najbolj znani žlahtnitelji vrtnic v 20. stoletju so bili mdr. francoski družini Meilland in Guillot, Nemci Späth, Tantau in Kordes s sinovi ter Anglež David Austin. Leta 1930 je sorta vrtnice vzpenjavke 'New Dawn' postala prva rastlina na svetu, ki so jo zaščitili s patentom. Sodobne hibridne vrtnice glede na izvorː
- Hibridna čajevka 'Ingrid Bergman'.Skrižane čajevke (hibridne čajevke)ː sodobne sorte vrtnic za rožne gredice, vzgojene iz skrižanih ponavljavk in čajevk. Zanje so značilni pokončna rast, redkejša olistanost, dolgotrajno cvetenje in veliki, polni cvetovi, običajno eden ali več, na ravnih, močnih poganjkih. Med vsemi vrtnicami imajo najširšo paleto barv, mnoge med njimi so tudi izrazito dišeče (npr. 'Double Delight', 'Papa Meilland', 'Fragrant Cloud', 'Mister Lincoln'). Ena najslavnejših skrižanih čajevk je sorta 'Gloria Dei', ki se v anglosaških državah imenuje 'Peace', ker so jo uvedli na trg kot spomin na konec druge svetovne vojne.
- Floribunda 'Prinz Eugen'.Floribunde: nastale s križanjem poliant in skrižanih čajevk; so manjše rasti, precej razvejane vrtnice, podobne skrižanim čajevkam, z več velikimi in razkošnimi cvetovi na steblu; le redko dišeče. Primeri razširjenih sort floribundː 'Bonica'82', 'Schneewittchen' ('Iceberg'), 'Gruß an Aachen'.
- Grandiflora 'Queen Elizabeth'.Grandiflore: potomke križanja med floribundami in skrižanimi čajevkami v ZDA, z namenom doseganja večjih in bogatejših cvetov. Ena najbolj znanih in razširjenih grandiflor je 'Queen Elizabeth'.
- Angleška vrtnica 'Graham Thomas'."Angleške vrtnice": od šestdesetih let 20. stoletja je v Angliji David Austin vzgajal vrtnice, pri katerih si je prizadeval združiti čar starih evropskih sort s sodobnimi zahtevami po ponavljavem cvetenju in barvni paleti, da bi zadovoljil nostalgijo po "dobrih starih časih". Primeri znanih angleških vrtnicː 'Graham Thomas', 'Abraham Darby', 'The Lady Gardener'.

### Delitev vrtnic glede na rast in način gojenja
Poleg izvora lahko vrtnice delimo tudi glede na njihovo rast in način gojenjaː
- Gredne vrtniceː so uporabne za gojenje v manjših vrtovih in vključujejo večino skrižanih čajevk, floribund, poliant in drugih vrtnic.
- Vzpenjavka 'New Dawn'.Vzpenjavke (Popenjavke)ː imajo več metrov dolge poganjke, ki se kljub imenu ne morejo sami vzpenjati, temveč morajo biti privezani na oporo.
- Prekrovniceː rastejo plazeče, pogosto s cvetovi v bogatih socvetjih in so zelo odporne na bolezni.
- Rožni grmiː močni, kompaktni grmi, primerni za posamične zasaditve, na primer v parkih in sadovnjakih; predstavljajo vmesno obliko rasti med grednimi vrtnicami in vzpenjavkami.
- Miniaturne (tudi pritlikave) vrtnice so pritlikavi kultivarji, ki so nastali iz majhne naravne različice kitajske vrtnice (Rosa chinensis var. Minima); visoke so le 30-40 cm in imajo majhne cvetove (1-5 cm v premeru), gojijo pa se tudi kot sobne rastline.
- Stebelne vrtnice niso posebna vrsta; lahko jih dobimo iz večine sort z vzgojo krošnje na visoki podlagi.

### Delitev vrtnic glede na cvetenje
- Enkrat cvetoče vrtniceː cvetijo le enkrat - spomladi, zato pa je njihovo cvetenje (flor) takrat bujnejše kot pri ponavljavo cvetočih vrtnicah; mednje spada velika večina zgodovinskih vrtnic.
- Ponavljavo cvetoče vrtniceː prvo cvetenje spomladi je najbujnejše, izdatnost poznejšega pocvitanja pa se razlikuje od sorte do sorte.

## Gojenje vrtnic
O gojenju vrtnic je kot prvi pisal starogrški filozof in utemeljitelj botanike Teofrast. Vrtnice so nedvomno ena najpogosteje gojenih okrasnih rastlin na svetu, bodisi v zasebnih  ali javnih vrtovih in nasadih. Njihov glavni estetski učinek je seveda cvetenje, ki se odvisno od sorte pojavlja praviloma od maja do oktobra, pa tudi zorenje šipkov in pri nekaterih vrstah tudi dekorativno obarvani trni (zelo značilni so na primer pri Rosa sericea var. pteracantha). Pri gojenju na splošno potrebujejo toplo in zračno rastišče z veliko neposredne sončne svetlobe, vendar zaščiteno pred ekstremnimi podnebnimi vplivi, kot so premočno sonce, premočen veter ali zmrzal. Idealna tla so rodovitna, peščena, peščeno-ilovnata, nekoliko redkeje ilovnata; pred sajenjem lahko na dno nasujemo nekaj lopat komposta ali dobro staranega hlevskega gnoja, pomešanega s substratom. Običajno jih sadimo jeseni ali spomladi, ko nimajo listov. Mesto cepljenja mora biti nekaj centimetrov pod površino, sadilna jama pa dovolj prostorna. V suhih poletnih mesecih bodo vrtnice hvaležne za redno zalivanje, ki zaradi močnih in globokih korenin ni nujno, da je pogosto, temveč obilno. Zalivati je treba pri koreninah, ne pa škropiti po listih. 
Za zaščito pred hudimi zimskimi zmrzalmi je priporočljivo v pozni jeseni okrog vrtnic nabrati zemljo; občutljivejše sorte lahko tudi pokrijemo, vendar ne prezgodaj, da se na njih ne razmnožijo plesni. Tudi plezavke lahko čez zimo ovijemo. Najbolje pa je preprosto saditi takšne sorte, ki so dovolj odporne glede na temperaturne pogoje na rastišču. Spomladi obrezujemo tako, da najprej do zdravega lesa odstranimo vse odvečne, pomrznjene, odmrle, križajoče se ali kako drugače neustrezne poganjke. Vrtnice na splošno obrezujemo glede na rastː vzpenjavke obrezujemo drugače kot gredne vrtnice in enkrat cvetoče spet drugače kot ponavljavo cvetoče. V času cevetenja je priporočljivo sproti odstranjevati osute cvetove, da se rastline ne bi po nepotrebnem utrujale s tvorjenjem šipkov in da bi se zato lažje posvečale ponovnemu tvorjenju cvetov. Rožnih grmov in botaničnih oz. divjih vrtnic ni potrebno obrezovati vsako leto, zadošča že občasno pomlajevalno odstranjevanje prestarih poganjkov vsakih nekaj let.

## Druge rabe

### Cvetovi
Vrtnice so že dolgo na vrhu lestvice prodaje rezanega cvetja z veliko prednostjo, sledijo jim gerbere, krizanteme, lilije, nageljni, frezije in drugo cvetje. Sveže in posušene se uporabljajo v preprostih in zapleteno vezanih šopkih, cvetličnih košarah in drugih aranžmajih za različne praznične namene, s sezonskimi poudarki na valentinovo in materinski dan. Večina svetovne proizvodnje rezanih vrtnic prihaja iz držav ekvatorialne Afrike, predvsem iz Kenije. Vendar so za tamkajšnjo pridelavo pogosto značilni zelo slabi delovni pogoji, veliko okoljsko breme v obliki intenzivnega gnojenja, rabe kemikalij, onesnaževanja in izčrpavanja vodnih virov ter velik ogljični odtis letalskega prevoza na evropske in ameriške trge. Druga možnost je, da cvetje kupujemo samo pri lokalnih dobaviteljih. 
Vrtnice v cvetnih listih vsebujejo mešanice aromatičnih eteričnih olj. Količina se močno razlikuje ne le med vrstami in sortami, temveč tudi glede na vreme in čas dneva (cvetovi jih največ vsebujejo zjutraj). Glavne dišeče sestavine so alkoholi geraniol, nerol in l-citronelol. Od botaničnih vrst in njim bližnjih vrtnic so najbolj dišeče galska roža in njene izpeljanke (damaščanska vrtnica, stolistna vrtnica, bela roža), dišeči šipek (Rosa ×odorata), zlata kitajska roža ali Banksova vrtnica, pa tudi velika večina zgodovinskih vrtnic. Med sodobnimi sortami najdemo izrazito dišeče sorte vrtnic, zlasti med skrižanimi čajevkami (npr. kultivarji 'Duftwolke', 'Eminence', 'Erotika', 'Christian Dior', 'Mainzer Fastnacht', 'Papa Meilland', 'Silver Star', 'Sutter's Gold', 'Sterling Silver', 'Whisky') in floribundami. Tudi veliko t.i. angleških vrtnic je dišečih. Po drugi strani pa ima veliko število sodobnih vrtnic le zanemarljiv vonj ali pa ga sploh nima - to je posledica rezultatov sodobnega žlahtnjenja, pri katerem imajo prednost pred vonjem lastnosti, kot so odpornost proti boleznim, fiziološka vitalnost in čim bolj privlačen videz cvetov; tako je s selekcijo pri nekaterih večkrat žlahtnjenih kultivarjih postopoma izginil gen za tvorbo aromatičnih snovi.
Cvetne liste damaščanskih vrtnic in sorodnih vrst iz kroga galskih rož predelujejo v aromatično rožno olje, ki je pomembna sestavina številnih parfumov in kozmetičnih izdelkov, kot so mila, losjoni itd. Gojenje 'Kazanlika' (Rosa ×damascena var. trigintipetala) v Bolgariji je svetovno znano in pokriva 70-80 % svetovne porabe. Eterična olja damaščanskih vrtnic se uporabljajo tudi v aromaterapiji in medicini za širok spekter učinkovː delujejo blagodejno pri bolečih menstruacijah, prebavnih težavah, za pomiritev živcev, glavobolih, migreni, nervozi in stresu; pomagajo tudi pri celjenju ran in regeneraciji kože, delujejo antibakterijsko, protivnetno in spazmolitično, delovali pa naj bi tudi kot afrodiziak. Cvetni listi so užitni in jih uporabljajo v orientalski kuhinji za kandiranje, okraševanje in aromatiziranje sladic, nugata itd. V kozmetiki uporabljajo tudi lažje dostopne cvetne liste šipka (Rosa canina).

### Plodovi
Plodovi vrtnic - šipki - vsebujejo dragocene snovi, kot so karotenoidi, flavonoidi, tanini, pektini, organske kisline in vitamini, in sicer A, B1, B2, P in K, zlasti pa vitamin C, katerega vsebnost se giblje od 0,2 do 1 %; pri prezrelih ali nepravilno skladiščenih plodovih se ta količina hitro zmanjša (do 80 %). Najpogosteje jih nabirajo za šipkov čaj, ki se uporablja kot krepčilen napitek pri vročini in prehladu; poleg tega ima tudi diuretični učinek. Šipek se lahko uporablja tudi v marmeladah, sokovih, kompotih, omakah ali za pripravo mošta, sirupov in želejev. Ponekod pridelujejo tudi šipkovo vino, čeprav je vsebnost vitamina C v njem majhna. V industrijski predelavi šipek uporabljajo za proizvodnjo zdravil, kot so koncentrati vitamina C. Za uporabo v kozmetiki iz šipka stiskajo olje.
Nekatere sorte gojijo izključno zaradi plodov, na primer dlakavi šipek (Rosa pomifera ali Rosa villosa) 'Karpatia' s temno rdečimi, velikimi šipki z malo semeni ali mandarinska vrtnica (R. moyesii) z do 6 cm dolgimi, stekleničastimi šipki, ki so odlični zaradi visoke vsebnosti vitamina C. Sicer pa so šipki vseh vrtnic, tudi sodobnih, užitni.

## Vrtnice v zgodovini kulture

### Mitologija, simbolika in mistika
Vrtnica je imela in ima številne simbolične pomene, predvsem kot simbol miline, mladosti, veselja, lepote, ljubezni, nedolžnosti in ženstvenosti. Rdeča vrtnica je že od nekdaj simbol ljubezni, veselja in mladostnega elana. Vrtnico povezujejo tudi z bolečino ("ni vrtnice brez trnja"), zaradi odpadanja cvetnih listov pa tudi z minljivostjo in smrtjo.
V stari Grčiji so jo povezovali z božanstvi ljubezni, Afrodito in Erosom, pa tudi z Dionizom. Po legendi naj bi prve vrtnice zrasle iz krvi boginje Afrodite, ki je žalovala za umirajočim Adonisom. Druga pesniška legenda jih identificira z jutranjimi rdečicami, ko boginja jutranje zarje Eos z vrtnicami poškropi pot sončne kočije boga Heliosa. Homer v Iliadi govori o orožju, okronanem z vrtnicami. Poleg tega opisuje, kako Afrodita mazili Hektorjevo telo z rožnim oljem. Starogrška pesnica Sapfo pa kot prva opisuje vrtnico kot »kraljico cvetja«. V starem Rimu so z vsakoletnim praznikom vrtnic, znanim pod imenom rosalia oz. rosaria, praznovali mladost, pomladani preporod in rodovitnost, obenem pa so se s polaganjem cvetja na grobove spominjali tudi mrtvih. Na ime starorimskega praznika rosalia se naslanja tudi ena od teorij o etimološkem izvoru besede rusalka kot poimenovanja za vodne vile v slovanski mitologiji.  
V Perziji so že pred tisočletji negovali rožne vrtove, v katerih so gojili predvsem vrtnice s polnimi in močno dišečimi cvetovi, kot sta Rosa gallica in Rosa damascena. Vrtnice iz Širaza so vstopile v svetovno literaturo prek pesnika Hafeza. Tudi proizvodnja rožnega olja verjetno izvira iz Perzije. Na Kitajskem začetek kulture vrtnic pripisujejo času legendarnega vladarja Šennonga (2737-2697 pr. Kr.), čeprav so zapisi, ki to omenjajo, precej poznejšega datuma. V 5. stoletju pr. Kr. je Herodot opisal rožne vrtove v Babiloniji in rožne vrtove frigijskega kralja Midasa. Prvi dokazi o gojenju vrtnic v Starem Egiptu segajo v čas faraona Ramzesa II. († 1213 pr. Kr.). 
V Svetem pismu kralj Salomon primerja vrtnico z večno modrostjo. Vrtnica je tudi za muslimane sveta rastlina, saj je po legendi zrasla iz kapljic prerokovega znoja med njegovim vzponom v nebesa. Je tudi eden glavnih simbolov mistike sufizma, kjer jo častijo kot mater dišav ali kraljico vrtov in predstavlja mistično pot k samemu Alahu. Med Germani pa je vrtnica veljala za cvet smrti; sadili so jo na krajih žrtvovanja in na grobovih. Da so srednjeevropski Kelti in Germani tudi sicer uporabljali avtohtone divje vrtnice, dokazujejo najdbe šipka ob arheoloških izkopavanjih v njihovih naselbinah.
Po pokristjanjenju Rimskega cesarstva je vrtnica (ob liliji) postala rastlinski simbol Device Marije, s katero je pogosto upodobljena. Vrtnica ali šipkov grm je pogost motiv v marijanskih legendah in prikazovanjih. Sama Marija se včasih imenuje Rosa mystica (tj. mistična vrtnica). Vrtnica je tudi simbol Kristusovega srca. Iz vrtnice je izpeljano ime molitve rožnega venca (prvotno nem. Rosenkranz, tj. venec vrtnic). Motiv v krščanski hagiografiji, ki je pogosto upodobljen v likovni in literarni umetnosti, je čudež vrtnice, ko se božje delovanje manifestira skozi vrtnice. V zgodnjem krščanstvu je bila vrtnica tudi simbol mučencev in pomorjenih betlehemskih otrok. Sveti Bernard iz Clairvauxa je s petimi cvetnimi listi razlagal pet Kristusovih ran. Vrtnica je postala tudi atribut številnih svetnic, kot so Elizabeta Turingijska, Rozalija Palermska, Roza iz Lime ali Terezija iz Lisieuxa. Zlata vrtnica je eno najvišjih priznanj, ki jih papež podeljuje pomembnim duhovnim krajem po svetu (leta 2007 jo je npr. prejela bazilika v mestu Mariazell na avstrijskem Štajerskem); v preteklosti so bili med prejemniki večkrat tudi zaslužni vladarji in vladarice. 
V jeziku rož je vrtnica na splošno simbol in izraz ljubezni do druge osebe. Glede na barvo vrtnice razlikujemo različne odtenke pomena. Tako je na primer rdeča vrtnica znan simbol goreče, strastne ljubezni, rumena vrtnica je simbol ljubosumja, bela vrtnica je simbol ljubezenske stiske zaradi zavrnitve itd. Črna vrtnica, ki se v naravi ne pojavlja in zato ni bila na voljo, je veljala za simbol črne magije, mistike, plemenitega sovraštva in smrti, a tudi novih začetkov; je tudi eden od emblemov anarhizma. V 19. stoletju je rdeča vrtnica postala simbol socializma; uporabljajo ga (sicer v različnih barvah) tudi razne socialdemokratske politične stranke.
V srednjeveških samostanih in mestnih dvoranah so nad mizo obesili (ali naslikali) vrtnice, da bi nakazali, da bo vsebina pogovora ostala skrivnost. Latinski rek sub rosa (tj. pod vrtnicami) tako označuje zaupno, diskretno komunikacijo. Spanje na postelji, obloženi z rožnimi cvetovi, je bilo simbol razvajanja in razkošja; od tod tudi rek 'imeti posteljo iz vrtnic'.

### Umetnost, pesništvo in književnost
Vrtnica je najpogosteje opevana oziroma v liriki in prozi poveličevana roža. Motiv vrtnice se pojavlja v neštetih umetniških in literarnih delih tudi zunaj verskega področja. Opevali so jo že starogrški liriki Heziod, Arhiloh in Anakreon. V zgodbi ima pogosto funkcijo iniciacijske rože: V Apulejevem romanu Zlati osel se na primer junak s pomočjo vrtnice spremeni iz osla v modrega posvečenca; v srednjeveški francoski pesnitvi Roman o roži (fr. Roman de la Rose) se junak zaljubi v vrtnico in prek nje vodi mistični dialog z bogom ljubezni; v vrhunskem prizoru Božanske komedije potujoči Dante na nebu vidi ogromno vrtnico, v katere neštetih cvetnih listih prebivajo večno blaženi, v njeni notranjosti pa je sam Bog. Razmišljanje o trnasti lepoti vrtnice in minljivosti njenih cvetov je glavna tema Shakespearovega Soneta 54. V zvezi z lepoto ljubljene osebe je vrtnica omenjena tudi v več njegovih drugih sonetih, pojavlja pa se tudi v njegovih dramah, mdr. v slavnem 'balkonskem prizoru' Romea in Julije.  
Vrtnica nastopa v številnih sagah, legendah, pravljicah, pesmih in ljudskih pregovorih. Zelo znani sta recimo Grimmovi pravljici Trnuljčica in Snežica in Rožica. Goethejeva pesem Heidenröslein pa je bila uglasbena več kot 50-krat. Vrtnica je omenjena tudi zbirki zgodb Tisoč in ena noč, v poeziji Omarja Hajama in Sadija ter v Firduzijevem epu Šahname.
Vrtnice imajo pomembno vlogo tudi v sodobni književnosti, na primer v pravljici Oscarja Wilda Slavec in vrtnica, v Exupéryjevem Malem princu ali v prozi in poeziji Williama Butlerja Yeatsa (zbirka The Secret Rose). František Ladislav Čelakovský je svojo zadnjo zbirko večinoma ljubezenske in domoljubne lirike poimenoval Stolistna vrtnica (češ. Růže stolistá). Umberto Eco je v zvezi z romanom Ime rože dejal: "Vrtnica je simbolna figura, ki je do te mere natrpana s pomeni, da skoraj nima nobenega."
V slikarstvu je Rojstvo Venere renesančnega slikarja Botticellija eno bolj znanih del, na katerem je upodobljena vrtnica. Med slikarji, ki so vrtnice izbrali za temo nekaterih svojih slik, je tudi francoski slikar Henri Fantin-Latour.

### Heraldika in arhitektura
V heraldiki je vrtnica pogost motiv, običajno s petimi cvetnimi listi. Znani sta angleški družini York (bela vrtnica) in Lancaster (rdeča vrtnica), tudorska vrtnica, ki združuje obe barvi, pa je angleška narodna roža. V čeških deželah (Češka, Moravska, Češka Šlezija) je imelo vrtnico v grbu več kot 25 plemiških rodbin, med katerimi so bili zlasti Vitkovci, ki so jih neposredno imenovali gospodje vrtnice, njihovo najpomembnejšo vejo pa Rožmberki. Na gradovih, ki so bili v lasti Vítkovcev, je mogoče najti slike z motivom "delitve vrtnic" - razdelitev različnih barv vrtnic različnim vejam družine Vítkovcev. Več deset čeških mest ima vrtnico v svojem grbu, na primer Bavorov, Soběslav ali Slavonice. Med evropskimi plemiškimi rodbinami lik vrtnice uporabljata tudi italijanska družina Orsini in nemška družina Schaumburg-Lippe. Stilizirana Lutrova vrtnica iz osebnega pečata cerkvenega reformatorja Martina Lutra je znak luteranstva in je v grbu številnih mest, zlasti v nemško govorečih državah. Heraldična figura je včasih tudi šipek.
Vrtnica je tudi pogost arhitekturni simbol in jo najdemo na številnih stavbah iz srednjega veka, kot je npr. Alhambra v Granadi. To simboliko so ohranili prostozidarji. 
Rozeta je okroglo, pogosto precej veliko okno, ki se v gotiki prednostno nahaja nad portalom na zahodnem pročelju cerkva. Ima obliko vrtnice, ki je v sijočih barvah postavljena na zahodni strani, v smeri zahajajočega sonca, in simbolizira mejo smrti, ki jo osvetljujejo žarki zahajajočega sonca.

## Rozariji
Vrt, namenjen gojenju vrtnic v okrasne ali raziskovalne namene, se imenuje rozarij. V svojem času je bila edinstvena zbirka francoske cesarice in Napoleonove žene Jožefine na vrtovih dvorca Malmaison blizu Pariza, kjer je zbrala 250 takrat znanih taksonov in kultivarjev. Francoski slikar Pierre-Joseph Redoute (1759-1840) je na tem vrtu ustvaril številne odlične botanične risbe. Danes je največji rozarij na svetu Europa-Rosarium v Sangerhausnu pri Leipzigu v Nemčiji. Pomembni evropski rozariji so še na Dunaju v Volksgartnu in parku Schönbrunn, v Budimpešti, Münchnu, londonskem Regent's Parku, pariškem vrtu Bagatelle ali pa v Krakovu. Drugje po svetu sta med velikimi rozariji npr. botanični vrt Univerze Britanske Kolumbije v Vancouvru ali pa Huntington Library v Kaliforniji (ZDA). 
V Sloveniji je največji rozarij v Arboretumu Volčji potok, med drugimi rozariji pa izstopata še tisti v Botaničnem vrtu Univerze v Mariboru v Pivoli in pa rožni vrt burbonk v frančiškanskem samostanu Kostanjevica pri Novi Gorici.

### Sorodni članki
- Rožno olje
- Navadni šipek

## Galerija
- Čajevka 'Maman Cochet'
- Hibridna čajevka 'Fragrant Cloud' (sin. 'Duftwolke', 'Nuage Parfumé')
- Floribunda 'Schneewittchen' (sin. 'Iceberg', 'Fée des Neiges')
- Hibridna čajevka 'Double Delight'
- Vzpenjavka 'Pierre de Ronsard' (sin. 'Eden Rose 85', 'Eden')
- Angleška vrtnica 'Jude the Obscure'
- Polianta 'Cecile Brunner' (sin. 'Mignon', 'Mademoiselle Cécile Brünner', 'Sweetheart Rose')
- Galska roža 'Rosa Mundi'
- Damaščanka 'Madame Hardy'
- Bengalka 'Old Blush' (sin. 'Old Blush China', 'Bishop Pompallier's Rose')
- Burbonka 'Gruß an Teplitz'
- Noazeta 'Mme. Alfred Carrière'
- Skrižana ponavljavka 'Général Jacqueminot'
- Skrižana muškatka 'Buff Beauty'
- Skrižana rugoza 'Hansa'
- Portlandka 'Rose de Rescht'
- Mahovka 'Chapeau de Napoleon'
- Stolistnica 'Rose de Meaux'
- Alba 'Maiden's Blush'
- Skrižana bodičevka 'Maigold'